# 6386 Keithnoll
A 6386 Keithnoll (ideiglenes jelöléssel 1989 NK1) egy marsközeli kisbolygó. Henry Holt fedezte fel 1989. július 10-én.